# Tesoro de los cnidios
El Tesoro de los cnidios fue construido en la época arcaica alrededor del 565-555 a. C. Fue construido por los habitantes de la ciudad anatolia de Cnido antes de que la ciudad cayera bajo dominio aqueménida en 544 a. C. Era un edificio, llamado "Lesque", una especie de club para reuniones sociales.

## Descripción
La cámara del Tesoro se encontraba en el lado sur de la Vía Sagrada, poco después de que la carretera se desviara hacia el noreste y está situado cerca del Tesoro de los sifnios con el que guarda parecido, a excepción del menor tamaño.
Se trataba de un pequeño edificio de mármol en forma de  templo in antis, típico de las cámaras del tesoro, con una cella y un pronaos.  Se pensaba que los frisos y la decoración esculpida del Tesoro de los sifnios procedían en realidad del Tesoro de los cnidios, una interpretación errónea que llevó a los arqueólogos a sobreestimar su valor artístico y estético. Su cella se abría hacia el noreste. En la fachada de la cámara del tesoro, frente al pronaos, se considera tradicionalmente que tenía dos columnas— cariátides—, cuyas partes supervivientes se encuentran en el Museo Arqueológico de Delfos. Son las primeras cariátides de Delfos. Sin embargo, también se ha sospechado que las piezas en cuestión proceden de esta misma cámara del tesoro.
El Museo de Delfos también alberga la cabeza de una estatua de cariátide, que anteriormente se creía que formaba parte de una cámara del tesoro. Hoy, sin embargo, se considera de un estilo más sofisticado y, por lo tanto, posterior a las columnas con cariátides que suelen asociarse a la cámara del tesoro o a toda la cámara del tesoro.
Pausanias describió el monumento, pero quedó desconcertado por la inscripción de su arquitrabe: lo que no advirtió es que estaba escrita en bustrofedon, es decir, de izquierda a derecha y de derecha a izquierda. La inscripción lleva una dedicatoria del edificio a Apolo Pitio. Aparte de la inscripción principal, sus muros y antas llevan unas sesenta inscripciones más, en su mayoría decretos honoríficos y actas de manumisión, así como dos decretos de carácter fiscal, bastante esclarecedores sobre las finanzas de la época.